# 尹奉吉纪念馆 (上海)

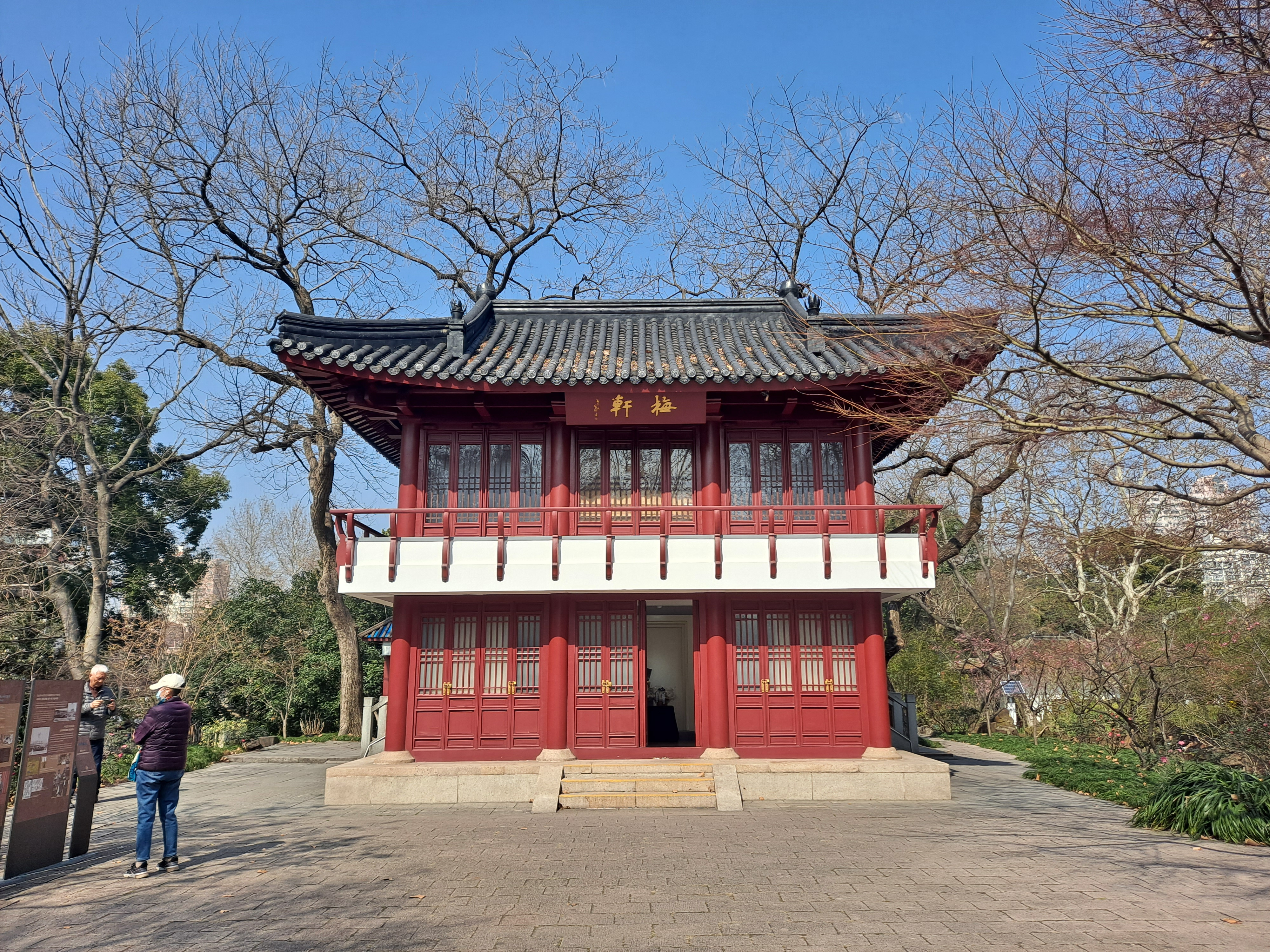
上海尹奉吉纪念馆

尹奉吉纪念馆位于中国上海市鲁迅公园（原虹口公园）内，为纪念1932年韩国独立运动家尹奉吉的虹口公园义举而建。

## 历史

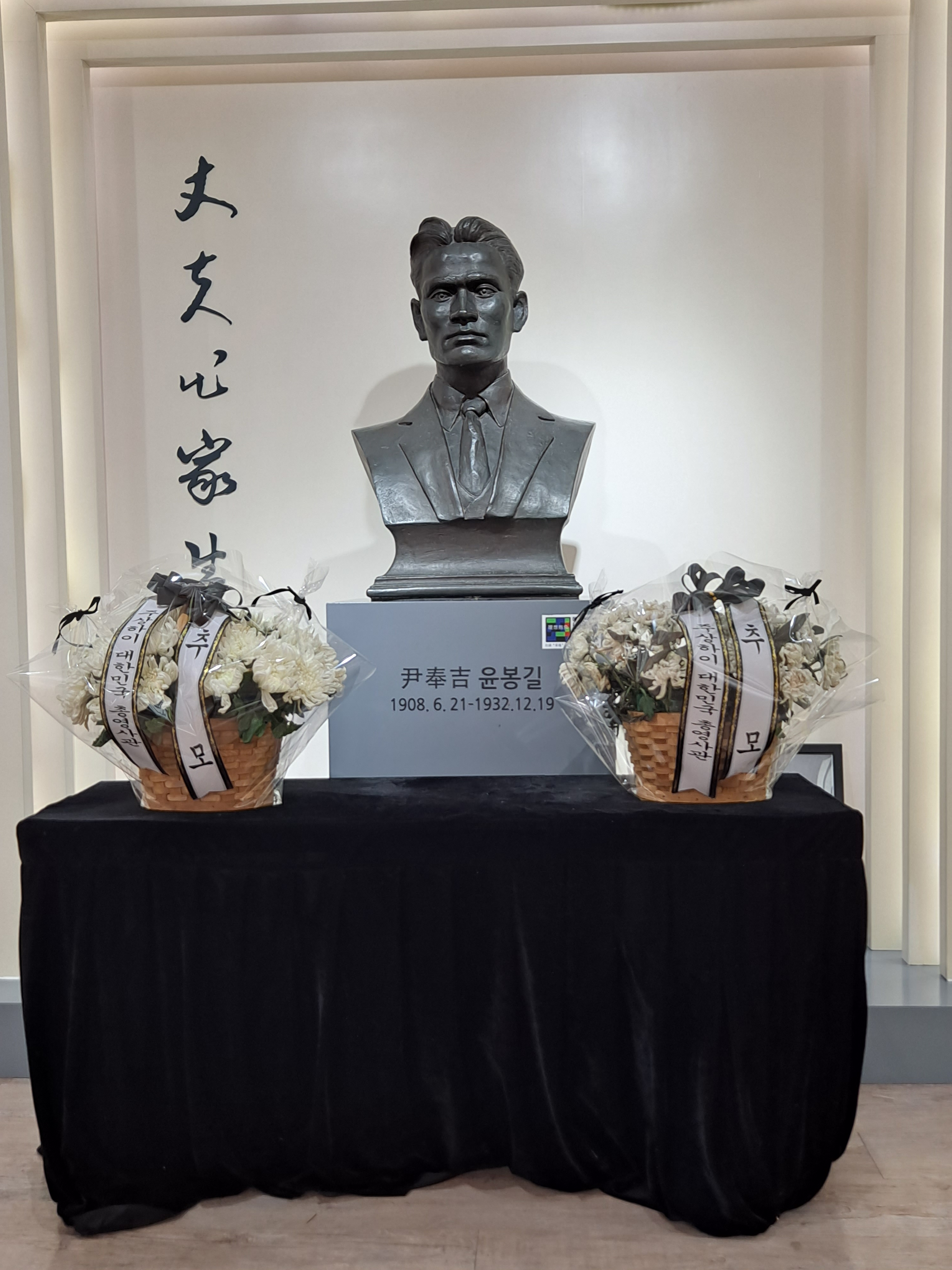
一层入口的雕像

1932年1月28日，在九一八事变的4个月后，日本发动了进攻上海的淞沪战争。同年4月29日天皇誕生日，日本人在虹口公园举行庆祝活动之时，韩国独立运动义士尹奉吉在金九、金弘壹以及中方人员的策划、帮助下将日本上海派遣军司令白川义则大将和上海日本居留民团团长河端贞次炸死，并将日本海军第三舰队司令野村吉三郎中将（右眼被炸瞎），日本陆军第九师师长植田谦吉中将（左脚被炸飞），日本驻华公使重光葵（右腿被炸断，右臂骨折），日本上海总领事村井仓松（左臂和小腿被弹片穿透）和日本居留民团书记长友野盛（脸部和小腿受伤）炸伤:137-141:244。
为纪念尹奉吉的虹口公园义举，上海市虹口区人民政府决定在当年事发地鲁迅公园建造一座两层高丽风格的纪念性建筑“梅亭”。1992年11月，梅亭的建造计划得到中华人民共和国外交部的批准。1994年，梅亭建成并举行了尹奉吉生平事迹展，周边扩修了梅园。1994年3月27日，时任韩国总统金泳三参观了正在建设中的梅亭。1995年5月14日，时任韩国总理李洪九参观了梅亭。1998年，梅园内添置纪念石碑。2009年，上海市政府在韩国政府与国家报勋处、梅轩尹奉吉义士纪念事业会的建议下将纪念馆的名称改为“梅轩”（尹奉吉号梅轩）。2013年，鲁迅公园改建期间，上海市对梅轩纪念馆进行了修缮，梅园的面积也被扩充近2000平米。2009年4月，韩国演员宋慧乔为梅轩纪念馆捐赠尹奉吉浮雕。

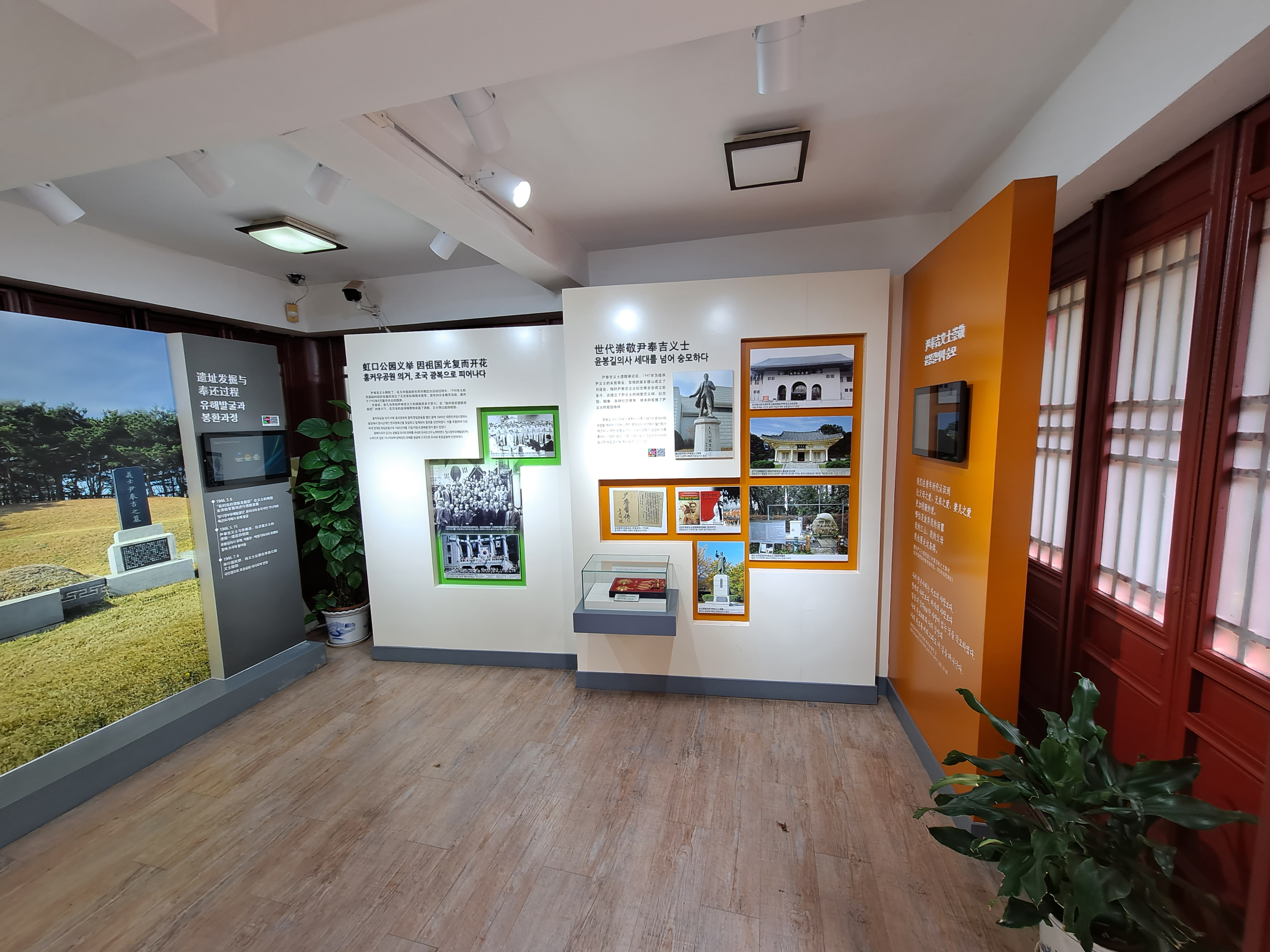
一层展厅

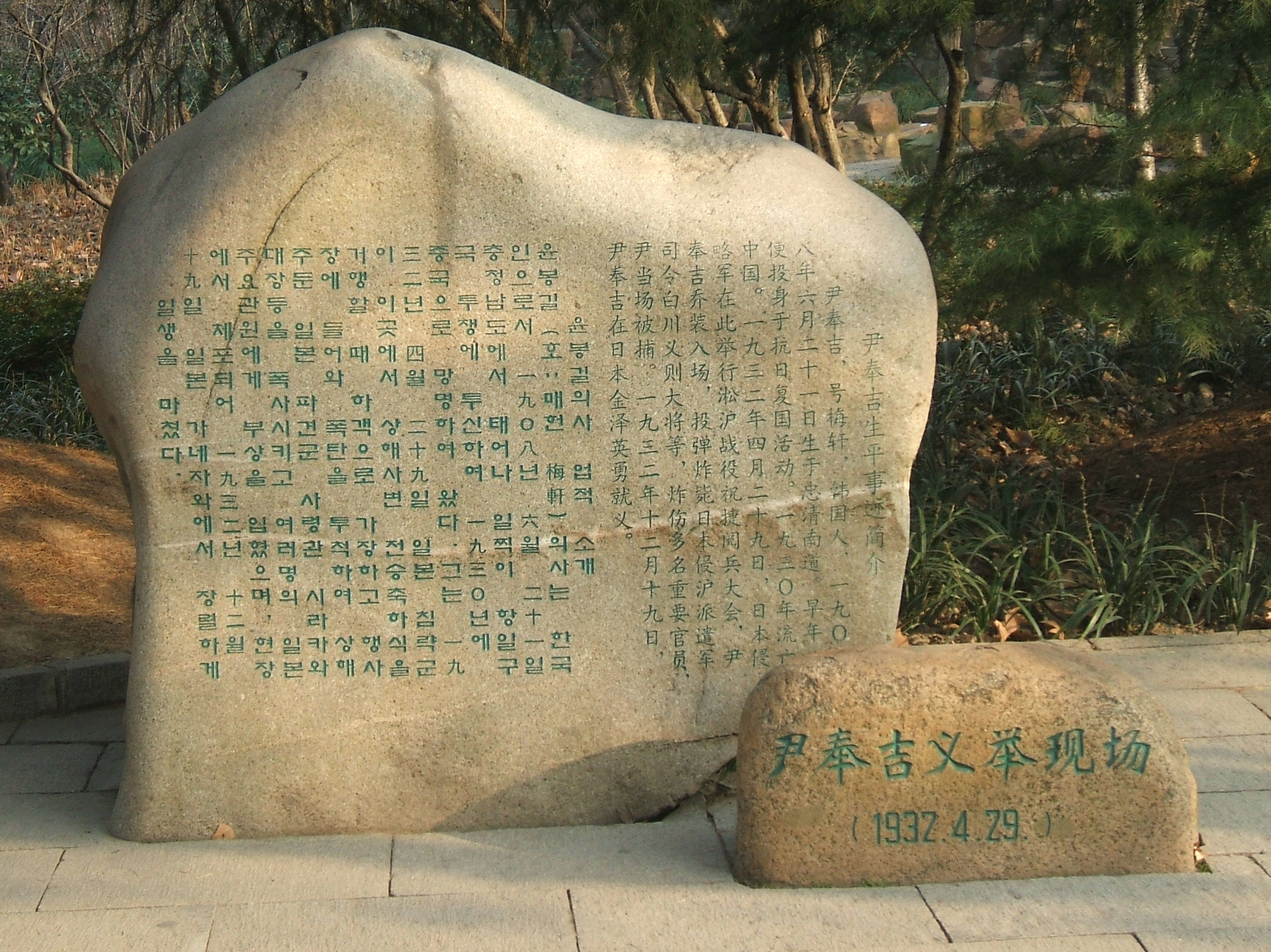
梅园内纪念石碑

## 建筑
梅轩尹奉吉士纪念馆建筑面积为120平方米，是座上下两层的方亭。建筑在风格上效仿了尹奉吉家乡民居的形式并结合了中国园林亭的概念，主体颜色为红色。纪念馆一层为尹奉吉生平事迹展，二层为播放尹奉吉生平的放映厅。
纪念馆周边的梅园面积约7000平方米。纪念馆座落在梅园中心区的假山上。假山上曾有日本军悼白川义则的碑，后被国民党军队改为抗战烈士纪念碑。

## 纪念
2018年8月6日，韩国发行纪念韩国独立运动海外遗迹邮票1套4枚。其中第3枚为上海鲁迅公园内的梅亭与尹奉吉。